# ロイ・コーランダー
ロイ・ニコラス・コーランダー（Roy Nicolas Courlander, 1914年12月6日 - 1979年）は、イギリス出身の軍人。英国ファシスト連合に一時期所属していたほか、第二次世界大戦中にナチス・ドイツの武装親衛隊が有したイギリス自由軍団に所属したことで知られる。

## 経歴

### 若年期
1914年、リトアニア系ユダヤ人実業家レオナルド・ヘンリー・コーランダー(Leonard Henry Courlander)とエディス・ケーター(Edith Cater)の間に私生児として生まれる。幼少期には寄宿学校に通った。19歳の頃に両親が離婚すると、ロイは父がニューヘブリディーズ諸島に所有するココナッツのプランテーションで働くことになる。1938年11月、ニュージーランドに引っ越してウェリントンの土地・所得税局(Land and Income Tax Department)に事務員として就職する。第二次世界大戦が始まると、彼はニュージーランド陸軍に入隊し、西部砂漠やギリシャでの戦いに従軍したが、1941年4月には捕虜として捕らえられた。

### 軍歴
ギリシャ戦線で1941年に捕虜となった後、コーランダーは白系ロシア人を自称すると共に自らが非常に強い反ソビエト感情を抱いていると主張し、ナチス・ドイツ当局の対英宣伝放送への協力を始めた。
この頃にドイツ側ではイギリス自由軍団の志願兵募集に着手している。イギリス自由軍団に関する記録にはレオナルド・コーランダー(Leonard Courlander)という名前が残されているものがいくつかあるが、これはロイ・コーランダーと同一人物とされる。コーランダーはトーマス・クーパーと共にイギリスおよび自治領出身の捕虜にイギリス自由軍団への参加を強要していたという。
その後、コーランダーはもう1人の隊員フランシス・マートン(Francis Maton)と共に部隊から離れ、武装SSの宣伝部隊であるクルト・エッガースSS連隊の一員として西部戦線に派遣され対英宣伝および転向者の募集に従事した。しかし彼ら2人は共に連合国への投降を計画していたのである。彼らは制服からイギリス自由軍団を示す記章類を全て剥ぎとって通常のSS隊員のものに交換し、武装SSのフランダース人中隊に紛れ込んだ。彼らは9月3日にベルギー・ブリュッセルへ到着し、連合軍が到着するまで隠れていることにした。そして翌日、彼らはイギリス軍士官に投降し、最初に捕虜となったイギリス自由軍団隊員となった。
逮捕されたコーランダーはマーゲイトに設置されたニュージーランド軍事法廷で裁かれ、1945年10月3日に懲役15年が言い渡された。1946年にはニュージーランドのオークランドにあるマウントエデン刑務所(Mount Eden)に移され、特赦を受ける1951年まで服役した。

### その後
釈放後、彼は1950年代前半にオーストラリアに移って新しい生活をスタートさせた。晩年はシドニーから車で2時間の距離にあり、当時多くの退役軍人や現役将兵が住んでいたレスブリッジパークで暮らした。この頃には故郷にも何度か足を運んでいる。
1979年、オーストラリア国内で死去した。